# Yang Feng
Yang Feng (chinesisch 楊奉) war ein Kavallerieoffizier der Späteren Han-Dynastie. Er kämpfte ab 184 gemeinsam mit Xu Huang gegen die Gelben Turbane und diente später dem Warlord Dong Zhuo auf seinen Kampagnen in der Liang-Provinz und war dem General Li Jue zugeteilt.
Dong Zhuo kontrollierte ab 189 den Kaiserhof. Er setzte den jungen Kaiser Liu Bian ab und erhob an seiner statt den jungen Liu Xie zum Kaiser Xian. Bald bildete sich eine Koalition aus Generälen des ganzen Reiches gegen ihn. Dong Zhuo zog in die strategisch günstig gelegene Stadt Chang’an, die unter der Früheren Han-Dynastie Hauptstadt gewesen war. Die bisherige Hauptstadt Luoyang ließ er niederbrennen.
Nach dem Sturz Dong Zhuos (192) übernahmen seine Vertrauten Li Jue und Guo Si die Kontrolle über den Kaiser. Gemeinsam mit Dong Cheng unterstützte Yang Feng den Kaiser bei seiner Flucht aus der Hauptstadt Chang’an im Jahre 196. Der Kaiser wurde mit seinen Getreuen vom Warlord Cao Cao in sein Hauptquartier in Xuchang eingeladen. Dort geriet Yang Feng mit Cao Cao aneinander und begab sich zu Yuan Shu, der sich im nächsten Jahr kraft des Kaiserlichen Siegels zum Kaiser erklärte. Yang Fengs weiteres Schicksal ist ungewiss; Yuan Shu erlag schon zwei Jahre später den Angriffen seiner Rivalen Cao Cao, Liu Bei und Lü Bu.
| Personendaten    | Personendaten                                |
| ---------------- | -------------------------------------------- |
| NAME             | Yang, Feng                                   |
| KURZBESCHREIBUNG | Kavallerieoffizier der späteren Han-Dynastie |
| GEBURTSDATUM     | 2. Jahrhundert                               |
| STERBEDATUM      | nach 197                                     |